# Mahmut I
Mahmut I (nom de ploma Sakbati, 2 d'agost de 1696 – 13 de desembre de 1654) va ser soldà de l'Imperi Otomà des de 1730 fins a la seva mort. Era fill de Mustafà II (1695 – 1703), nebot d'Ahmet III (1703 – 30 de qui rebé el tron, i germà gran d'Osman III (1754 – 57), que el succeí.

## Biografia

### Joventut
Durant el govern del seu pare fou tractat amb la màxima consideració però en ser deposat i pujar al tron Ahmet III (23 d'agost de 1703) va ser tancat al palau d'Edirne i més tard traslladat a Istanbul. Com era habitual als familiars dels soldans, va viure reclòs a la secció reservada (Saray-djedid) al Palau de Topkapı per evitar que liderés alguna rebel·lió. Presoner a la pràctica, però envoltat de luxes, va demostrar un gran interès per les arts i va prendre lliçons de diversos professors sobre història, literatura, poesia i sobretot de música.

### Pujada al tron
Mahmut I va pujar al tron (2 d'octubre de 1730) després de l'abdicació forçada del seu oncle Ahmed III a causa de la revolta del genísser albanès Patrona Khalil, accessió formalitzada el 6 d'octubre. Els amotinats que havien obligat a abdicar Ahmet van proclamar soldà a Mahmut, i els oficials de la cort i el mateix Ahmet el van reconèixer. Però els insurgents, no estaven disposats a abandonar el poder i van retenir el control del govern, destituint molts dels principals oficials i substituint-los pels seus acòlits i Mahmut I ho va haver d'aprovar. Patrona va rebre la mà de la filla d'Ahmet III i va demostrar públicament la seva situació privilegiada cavalcant just al costat de Mahmut fins a la Mesquita d'Eyub on s'havia de celebrar la cerimònia d'ascensió de Mahmut I on se li entregava l'espasa d'Osman.
Aviat els rebels van ser vistos com a usurpadors insolents: Khalil es presentava davant del soldà descalç i amb l'uniforme brut, i va recompensar a Yanaki, un carnisser grec que li havia donat suport financer durant la insurrecció, nomenant-lo hospodar (senyor) de Moldàvia. La mara de Mahmut, el kizlar-aghasi Beshir Agha (antic kan de Crimea), el kapudan-i-derya Djanim Khodja Mehmed Pasha i altres, amb el suport de Kabakulak Ibrahim Agha, Aga dels geníssers, van conspirar en contra de Khalil, que va ser assassinat en presència del soldà el 25 de novembre de 1730. Yanaki i 7.000 més dels seus aliats van ser executats.
El 25 de març de 1731 va esclatar un segon aixecament que sembla una continuació del primer i segurament pretenia venjar la mort de Patrona i Yanaki. Estava instigat per Fatima Sultan, filla d'Ahmet III i vídua de Patrona. Fou sufocat mercès a l'acció de Newshehirli Ibrahim Pasha, el gran visir Kabukalak Ibrahim Pasha i el kapudan-i-derya Djanim Khodja Mehmed Pasha, però a més el sultà gaudia de suport popular. Els combats es van limitar a Doğubayazıt i Aksaray i la revolta va quedar reprimida abans d'estendre's.

### Guerres amb Pèrsia, Àustria i Rússia
La resta del regnat de Mahmut va estar marcat per les guerres contra Pèrsia i l'Imperi Rus. Contra Pèrsia els otomans van retrocedir davant el geni militar de Nadir Shah. Les tropes enviades contra Pèrsia manades per governador de Bagdad Eyyubi Ahmad Pasha, van triomfar inicialment a la batalla de Koridjan el 15 de setembre de 1731 que va portar al tractat de 10 de gener de 1732 pel que el xa Tahmasp II va haver de cedir els districtes de Gandja, Tbilisi, Rewan, Shirwan i Dagestan, però les objeccions del sultà amb relació a Tabriz van impedir una pau estable i la lluita va seguir als districtes de Mossul, Kirkuk, Bagdad, Tabriz, Gandja, Tbilisi i Kars fins al final de 1735, anys en els quals Nadir Shah exercia la tutela d'Abbas Mirza (Abbas III). Pels èxits en aquesta campanya Mahmut va agafar el títol de Ghazi. El 1735 hi va haver fortes lluites especialment per la possessió de Kars, i un contingent de tàtars de Crimea va creuar el territori de Kabartay per anar en ajut dels turcs. Aquest 1735 les forces turques van patir una seriosa derrota i es van obrir negociacions que pel costat turc va portar primer el comandant otomà a Gandja, Genç Ali Pasha i pel costat persa el mateix Nadir Shah, que es van fer a l'estepa de Mughan; després es van fer a Istanbul entre el delegat persa Abd al-Baki Khan i el mateix Mahmud I i el 1736 es va signar un tractat que regulava les fronteres encara que va deixar pendent el conflicte del madhhab (aquest tractat va portar a l'acord fronterer de Kasr-i-Shirin o Zehab de 1739). Les dues parts volien quedar lliures, els perses per atendre la seva frontera oriental i els turcs per enfrontar als russos que per l'incident de Kabartay, la qüestió de Polònia i algun litigis fronterers, havien entrat en conflicte amb la Porta otomana i el 31 de març de 1736 els russos van atacar la fortalesa d'Azak (Azov).
El 2 de maig de 1736 Mahmut I va fer un gran diwan a Istanbul on es va declarar la guerra a Rússia, però a causa de les maniobres diplomàtiques de l'ambaixador dels Habsburg, Talman la campanya no fou ben preparada i no es va aconseguir cap èxit a destacar durant tot 1736. El juny de 1737 l'emperador Carles VI va entrar en guerra al costat dels russos i la línia de frontera en conflicte va créixer de manera notable. Hi va haver combats a la zona del riu Save al nord de Bòsnia, a les regions de Nish i de Vidin al sud de Belgrad, i a la Petita Valàquia al sud de l'Aksu (Buh Meridional) i del Turla (Dnièster), prop d'Otxàkiv i de Bender; també hi va haver lluites a Crimea a la vora d'Azak. Mahmut va nomenar diversos grans visirs. Finalment els otomans van obtenir una victòria notables sobre els austríacs al front occidental i els dos imperis van haver de buscar un arranjament, que es va aconseguir amb els bons oficis de l'ambaixador francès el marqués de Villeneuve, signant-se el tractat de Belgrad (18 de setembre de 1737) que retornava als otomans algunes poblacions perdudes el 1718 per la pau de Passarowitz entre les quals Belgrad. Al mateix temps els russos van haver d'evacuar els territoris que havien ocupat al nord de Moldàvia. La mediació de l'ambaixador francès fou recompensada amb un tractat comercial favorable per França signat el 30 de maig de 1740. El 1740 Mahmut va enviar al defter-emini Mehmed Emni Beyefendi com ambaixador a la cort de Sant Petersburg i al birindji ruznamçedji Djanib Ali Efendi a la cort de Viena. També aquest any es va signar un pacte de defensa amb el regne de les Dues Sicílies.
Poc després Nadir Shah va acabar la seva campanya a l'Índia i la primavera del 1743 va assetjar les ciutats de Bagdad, Kirkuk i Mossul al·legant que durant els anys de pau Mahmut no havia acceptat com a cinquè madhhab a l'escola djafarita com proposava Nadir. En resposta Mahmut va enviar a Pèrsia a reclamar el tron a Safi Mirza, un príncep safàvida exiliat a Turquia, i a diversos kans del Dagestan als que va reconèixer com independents. Nadir va haver d'aixecar els setges de Bagdad i Mossul i va haver d'evacuar Kirkuk que ja havia ocupat, i va haver d'anar a defensar la regió de Kars i Rewan on la lluita va durar fins al 1745. Davant la resistència otomana, tot i obtenir diverses victòries, Nadir va decidir fer propostes serioses de pau, abandonant les reclamacions sobre Kars; una delegació persa dirigida per Fath Ali Khan va anar a Istanbul on van començar les converses amb un gran diwan obert l'1 de febrer de 1746 i es va arribar a un nou acord que ratificava el tractat fronterer de 1739 deixant altre cop aparcat el problema del madhhab djafarita. Una delegació otomana va viatjar a Pèrsia el març de 1746 sota la direcció de Mustafa Nazif Efendi que es va entrevistar amb Nadir a l'estepa de Kardan i finalment es va signar la pau el 7 de setembre de 1746, ratificada pel sultà el desembre.

### Darrers anys
Després de la mort de Nadir (1747) Mahmut va seguir una política pacifica amb els seus veïns, no sols la Pèrsia sinó també Rússia i Àustria. Alguns problemes interns es van plantejar: els caps dels geníssers (aghas) després de la mort del kizlar-aghasi Beshir Agha; la repressió del bandidatge ; la mort a Síria de Sayyid Fathi; una revolta de la guarnició de geníssers a Nish; el moviment wahhabita al Najd; i una revolta a Istanbul entre altres incidents menors.

### Perfil, mort i obra
Tot i la seva activitat Mahmut va delegar molta de l'activitat del govern de l'Imperi en els seus visirs i dedicà la major part del seu temps a cultivar les seves aficions com el djerid, curses de cavalls, curses de natació, poesia i musica; altres aficions seves eren els escacs, les flors i especialment les tulipes. Va morir al palau imperial el divendres 13 de desembre de 1754. No va deixar fills i el va succeir el seu germà Osman III que el va fer enterrar al costat del seu avi Mehmet IV i el seu pare Mustafà II al mausoleu de Walide Turkhan Khalidje Sultan, tot i que tenia lloc d'enterrament previst a la mesquita de Nur-i-Othmaniyye.
Fou el constructor de la mesquita, madrasa, maktab, biblioteca, mausolei, imaret i sebil de Nur-i-Othmaniyye però no va agafar el seu nom perquè l'acabament es va produir sota el seu successor Osman III (Uthman III). Altres mesquites notables es van edificar durant el seu regnat així com alguns altres edificis. També va fer aixecar tres biblioteques notables. El palau de Mihrabad al barri de Kandilli, fou també obra seva.